# 澳門政權交接儀式場館
澳門政權交接儀式場館（葡萄牙語：或，又稱澳門政權移交場館、澳門政權交接大典場館）位於澳門新口岸新填海區文化中心廣場，毗鄰澳門文化中心的一個臨時場館。場館總造價6000萬澳門幣，主要是為澳門政權交接而建，場館於2000年拆卸。

## 歷史

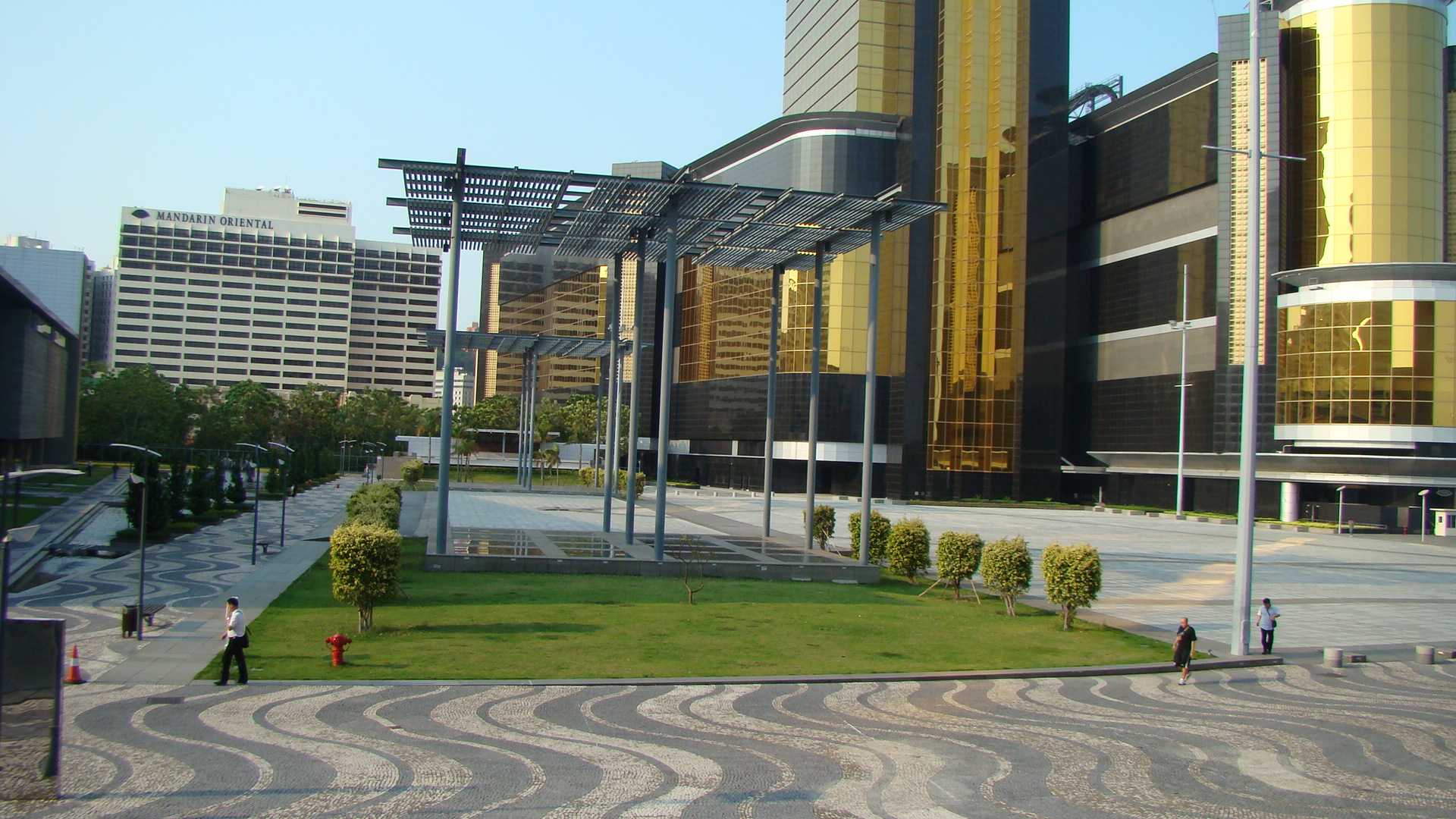
澳門政權移交儀式場館現已被改建為文化中心廣場（圖中為澳門政權移交儀式場館所在地）

1999年2月10日，中葡聯絡小組就澳門政權交接儀式地點達成共識，定出交接儀式場館位於澳門文化中心至文華東方酒店（今金麗華酒店）的空地上興建一座臨時場館內進行；4月21日，中葡聯絡小組就場館的設計由澳葡政府下設的移交大典統籌辦公室負責。
澳門政權交接儀式場館於1999年5月動工，最終成功趕及政權移交前完工。1999年12月19日午夜至翌日凌晨，葡中雙方在場館內舉行了澳門回歸政權交接儀式。政權移交後，澳門政府於該場館並向公眾展示由中國國務院、中國各省、直轄市、自治區以及香港特區贈送澳門特區政府的回歸賀禮禮品。
由於澳門政權交接儀式場館屬於臨時性質，及後經建築專家研究後認為不適合長期保留；因此澳門政府於2000年8月拆卸場館並改建為廣場，於2002年落成，名為文化中心廣場。

## 設計
澳門政權交接儀式場館佔地逾6,000平方米，高20米；由長居於澳門的冼百福建築師設計。由於澳門回歸政權移交儀式於晚間進行，因此採用透光材料建造場館的頂部和外牆；令場館外觀上仿如一個中式大燈籠。
澳門政權交接儀式場館內可分為主禮台、禮堂兩部分。主禮台可細分為地下及閣樓兩部分。主禮台以中間分為左右兩部分，分別為葡萄牙及中華人民共和國；葡中各方分別設有兩枝用作政權交換儀式的旗桿。主禮台閣樓和地下的一樣，都是分為葡中兩方。交接儀式場館禮堂可容納2500人，而禮堂以楷梯式設計。禮堂內設有多個輔助室、接待設施及傳媒專用區。而禮堂後方與禮堂成一直線的是傳媒工作室，在其室前設有長60米的平台供記者使用。

## 大型儀式、展覽
- 1999年12月20日；澳門政權移交政權交接儀式
- 2000年1月28日至3月28日；「瑰寶呈祥賀回歸」展覽
- 2000年5月23日至26日；第二屆尤里卡計劃（會合）亞洲活動

## 外部連結
- 見證澳門回歸祖國[永久]
- 30保镖贴身保护江朱钱 （页面存档备份，存于）